# Air Arabia

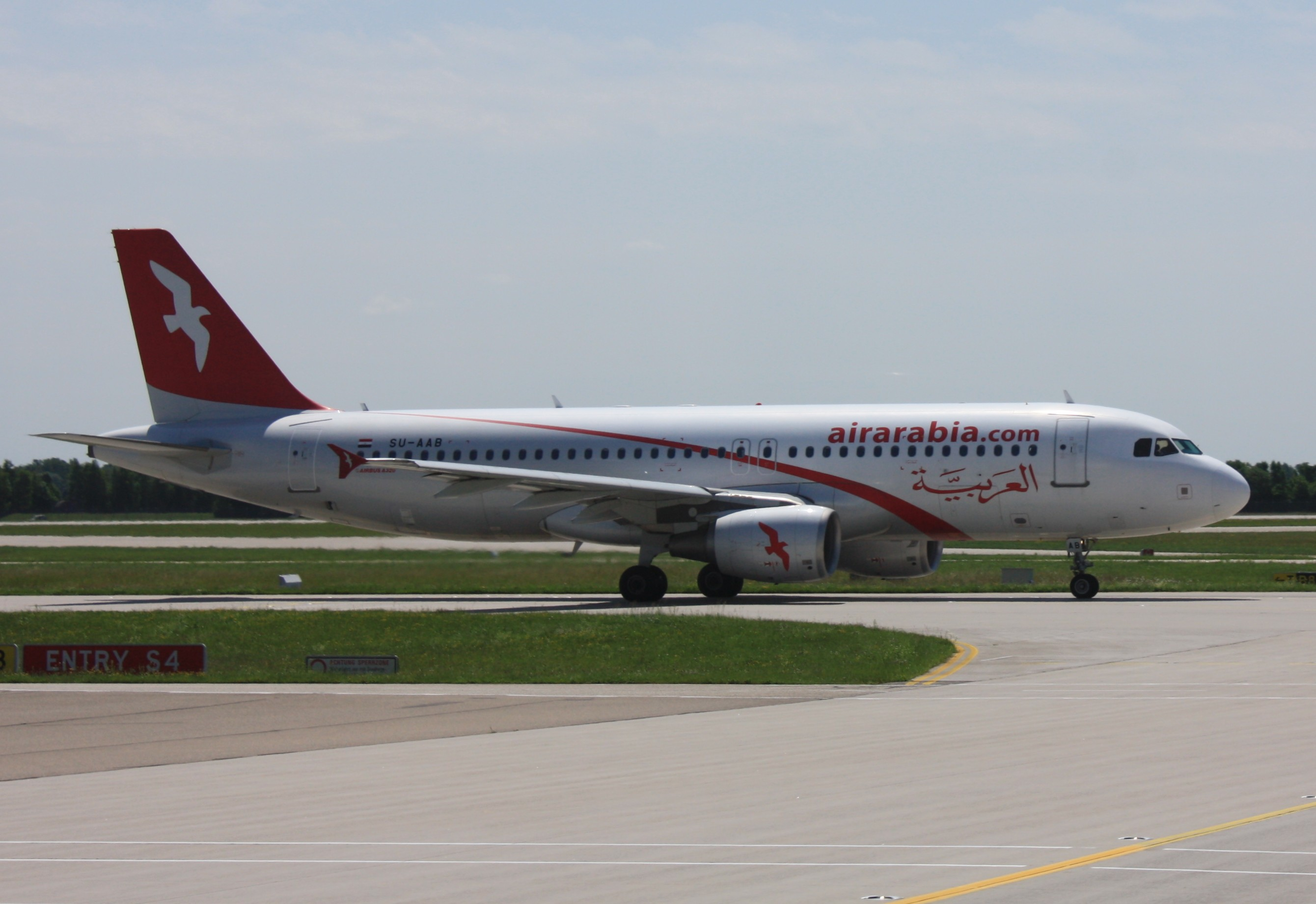
Un Airbus A320-200 di Air Arabia Egypt con la vecchia livrea.

Air Arabia è una compagnia aerea a basso costo basata a Sharja negli Emirati Arabi Uniti, che opera voli verso il Medio Oriente, l'Asia e l'Europa. Il suo hub principale è l'Aeroporto Internazionale di Sharjah. Ha una base minore presso l'Aeroporto Internazionale di Ras al-Khaima e tre compagnie controllate, Air Arabia Abu Dhabi,  Air Arabia Egypt e Air Arabia Maroc, basate rispettivamente ad Abu Dhabi, Alessandria d'Egitto e Casablanca. 
È quotata presso la Borsa di Dubai.
Air Arabia è membro della Arab Air Carriers Organization (Organizzazione Araba dei Trasporti Aerei).

## Storia
Air Arabia è stata costituita il 3 febbraio 2003 da un decreto del sultano bin Muhammad Al-Qasimi III, Emiro di Sharjah e membro del Consiglio Supremo degli Emirati Arabi Uniti, diventando la prima compagnia aerea low-cost della regione. Ha iniziato le operazioni il 28 ottobre 2003 con il volo dall'aeroporto Internazionale di Sharjah all'aeroporto Internazionale del Bahrein. La compagnia ha avuto il bilancio in attivo sin dal primo anno di attività.

## Identità aziendale

### Sussidiarie
Air Arabia ha creato joint venture in tre aeroporti internazionali.

#### Air Arabia Maroc
Nell'aprile 2009 Air Arabia, insieme ad una cordata di investitori marocchini, ha fondato Air Arabia Maroc. La compagnia, basata presso l'aeroporto di Casablanca-Muhammad V, opera voli verso destinazioni europee utilizzando una flotta composta da 8 Airbus A320-200.

#### Air Arabia Egypt
Nel settembre 2009 Air Arabia e Travco Group, uno dei principali tour operator egiziani, hanno fondato Air Arabia Egypt. La compagnia, basata presso l'aeroporto di Alessandria d'Egitto, opera voli verso il Medio Oriente utilizzando una flotta composta da 3 Airbus A320-200.

#### Air Arabia Abu Dhabi
Nell'ottobre 2019 Air Arabia ha annunciato una collaborazione con Etihad Airways per lanciare una nuova compagnia low cost negli Emirati Arabi Uniti, la prima compagnia di questo tipo ad essere basata ad Abu Dhabi. La proprietà è per il 49% di Air Arabia, e per il restante 51% di Etihad.

### Sussidiarie del passato

#### Air Arabia Jordan
Nel gennaio 2015 Air Arabia ha annunciato l'acquisizione di una quota del 49% di Petra Airlines dal gruppo RUM, detentore delle quote rimanenti. La compagnia, ribattezzata Air Arabia Jordan nel maggio dello stesso anno, ha base presso l'aeroporto Internazionale Regina Alia di Amman ed utilizza due Airbus A320-200 per le rotte verso Il Medio Oriente ed il mar Rosso. Air Arabia Jordan ha cessato le operazioni di volo nell'aprile del 2018, a causa della difficoltà nell'ottenere i permessi per il lancio di nuove rotte.

#### Fly Yeti
Nel 2007 Air Arabia, in accordo con Yeti Airlines, ha aperto una base a Kathmandu per effettuare voli a basso costo verso Asia e Medio Oriente. La compagnia, chiamata Fly Yeti, è stata chiusa nel 2008 a causa sia dell'incerta situazione politica ed economica presente in Nepal che della mancanza di sostegno del governo locale.

## Flotta

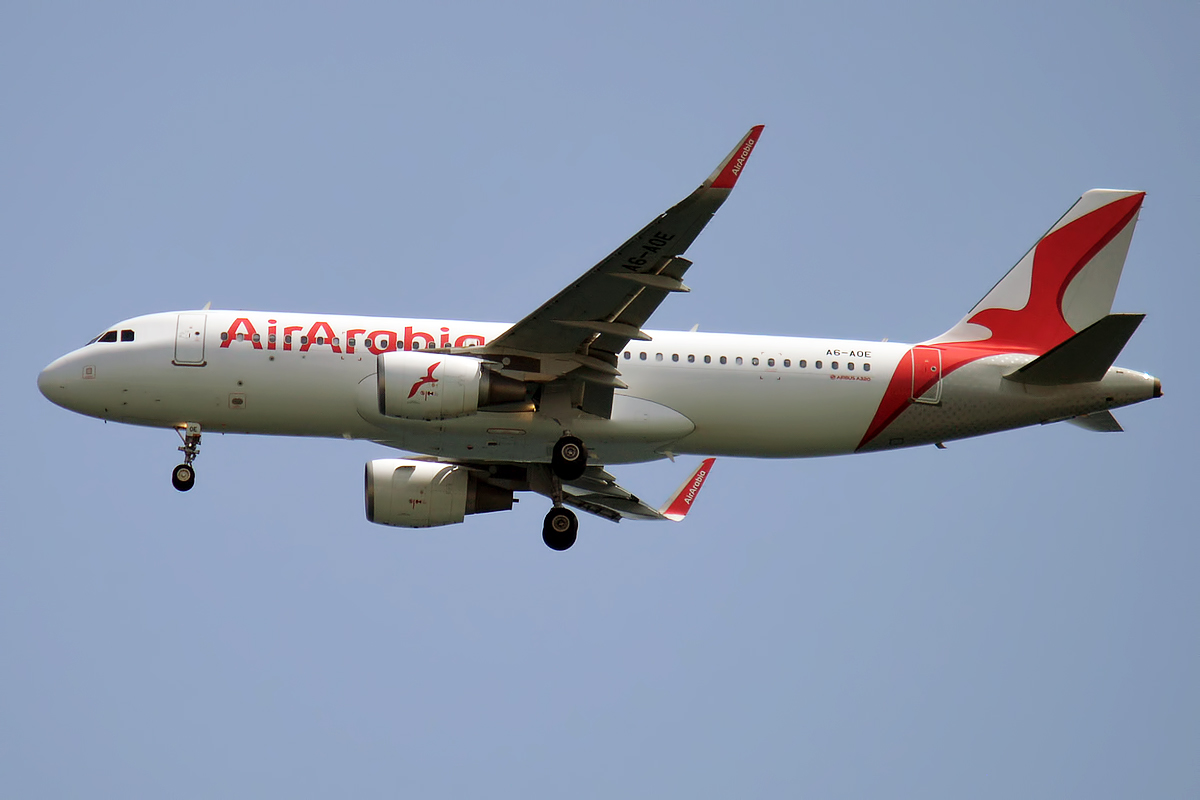
Un Airbus A320-200 di Air Arabia.

Ad aprile 2024 la flotta del gruppo Air Arabia è composta dai seguenti aeromobili: